# Ɛ̃́
Ɛ̃́ (minuscule : ɛ̃́), appelé epsilon tilde accent aigu, est une lettre latine utilisée dans l’orthographe standardisée des langues du Congo-Kinshasa dont le ngbaka minangende, et dans l’écriture du mumuye au Nigeria, du bwamu laa, du ditammari, du kaansa, du lyélé, du miyobé, du puguli et du winyé au Burkina Faso ou au Togo, du tafi au Ghana, du bassa (langue krou) au Liberia et en Sierra Leone.
Elle est formée de la lettre epsilon avec un tilde suscrit et un accent aigu.

## Utilisation
En ngbaka minangende, le ‹ ɛ̃́ › est utilisé dans les ouvrages linguistiques pour représenter la voyelle /ɛ/ nasalisée avec un ton haut ; la nasalisation est indiquée à l’aide du tilde, et le ton est indiqué à l’aide de l’accent aigu. Dans l’orthographe, le ton est habituellement indiqué uniquement lorsqu’il y a ambigüité.

## Représentations informatiques
L’epsilon tilde accent aigu peut être représenté avec les caractères Unicode suivants : 
- décomposé (supplément latin-1, alphabet phonétique international, diacritiques) :

| formes    | représentations | chaînes de caractères | points de code       | descriptions                                                               |
| --------- | --------------- | --------------------- | -------------------- | -------------------------------------------------------------------------- |
| capitale  | Ɛ̃́               | Ɛ◌̃◌́                   | U+0190 U+0303 U+0301 | lettre majuscule latine e ouvert diacritique tilde diacritique accent aigu |
| minuscule | ɛ̃́               | ɛ◌̃◌́                   | U+025B U+0303 U+0301 | lettre minuscule latine epsilon diacritique tilde diacritique accent aigu  |